# Laodike (Tochter des Antiochos II.)
Laodike (altgriechisch Λαοδίκη Laodíkē) war eine Tochter des Seleukidenkönigs Antiochos II. und dessen Gattin Laodike. Ihr Bruder Seleukos II. verheiratete sie mit Mithridates II. von Pontos (um 245 v. Chr.). Als Mitgift brachte sie Phrygien in die Ehe ein.